# 베스테르보텐

베스테르보텐의 문장

베스테르보텐의 위치

베스테르보텐(스웨덴어: Västerbotten)은 스웨덴 북부 노를란드 지역을 구성하는 지방 가운데 하나로 면적은 15,093km2, 인구는 210,679명(2009년 기준)이다. 남쪽으로는 옹에르만란드 지방, 서쪽으로는 라플란드 지방, 북쪽으로는 노르보텐 지방, 동쪽으로는 보트니아만과 접하며 베스테르보텐주가 이 지방에 속한다. 지방을 상징하는 꽃은 대송이풀, 동물은 마도요이다.